# Escape from the Planet of the Apes
Escape from the Planet of the Apes (titulada Huida del planeta de los simios en España y Escape del planeta de los simios en Hispanoamérica) es una película estadounidense de 1971 del género de ciencia ficción dirigida por Don Taylor, con Roddy McDowall en el papel de Cornelius y Kim Hunter en el de Zira.
Escape from the Planet of the Apes es la tercera película de la franquicia El planeta de los simios.

## Argumento
En la anterior entrega de la historia, Taylor, antes de caer muerto, hace explotar la bomba atómica, haciendo que la Tierra desaparezca para siempre. Sin embargo, antes de que esto ocurra, el chimpancé Milo encuentra, repara y aborda la nave de Taylor junto con los chimpancés Cornelius y Zira, la pareja de científicos que ayudaron a Taylor en la primera parte, realizan sin proponérselo un viaje hacia el pasado, llegando a los Estados Unidos de los años 1970.
Tras ser recibidos por las autoridades gubernamentales del país al llegar, los tres simios son llevados a un laboratorio, donde descubren que los papeles están invertidos: los humanos son inteligentes y los simios, seres sin raciocinio. Un gorila enjaulado mata accidentalmente a Milo y es entonces que los dos simios pareja deciden manifestarse con sus cualidades humanas ante un tribunal. A partir de ese momento y a raíz de su chispa y carisma, Cornelius y Zira son tratados como huéspedes ilustres.
La vida de la pareja de simios parece ser placentera, llena de lujos, comodidades y fama. Sin embargo, un científico desconfiado, Otto Hasslain (quien no cree en la teoría de que Taylor muriera) empieza a sospechar que éste par de simios podrían significar un peligro futuro para la raza humana, razón por la que embriaga a Zira y le hace confesar mediante una grabación sobre la vida que llevaban en el futuro, donde los humanos eran esclavizados y los simios tenían el control de la Tierra. Al saberse esto, las autoridades se ponen en marcha y deciden impedir el nacimiento del hijo que Zira lleva en su vientre.
Zira y Cornelius consiguen morada en un circo, donde el dueño, llamado Armando, los protege y es testigo del nacimiento del hijo de Zira. Preocupados por el bienestar de su bebé, deciden intercambiar a su hijo recién nacido por un chimpancé del circo. Con la ayuda de otros dos científicos, la pareja se pone a salvo de las autoridades en un barco abandonado. Lamentablemente Hasslain los encuentra y asesina a sangre fría a los tres simios pero Cornelio antes de morir da muerte a Hasslain.
En la última escena nos percatamos que el verdadero hijo de los difuntos Cornelius y Zira, sobrevivió, cuando un monito en una jaula del Circo puede hablar y exclama: "mamá". 
Armando, el dueño del circo, le pondrá el nombre de César.

## Reparto
- Roddy McDowall como Cornelius.
- Kim Hunter como Zira.
- Bradford Dillman como el doctor Lewis Dixon.
- Natalie Trundy como la doctora Stephanie Branton.
- Eric Braeden como el doctor Otto Hasslein
- Ricardo Montalbán como Armando.
- William Window como el presidente.
- Sal Mineo como Milo.
- Albert Salmi como E-1.
- Jason Evers como E-2.
- John Randolph como Chairman.
- Harry Lauter como el general Winthrop.
- M. Emmet Walsh como Aide.
- Roy E. Glenn como abogado.
- Peter Forster como cardenal.
- Norman Burton como oficial de la Armada.
- William Woodson como oficial de la Fuerza Naval.
- Tom Lowell como Orderly.
- Gene Whittington como Capitán de la Marina.
- Donald Elson como Curador.
- Bill Bonds como presentador de televisión.
- Army Archerd como árbitro.
- James Bacon como el general Faulkner.

## Curiosidades
El personaje de Armando le entrega a Zira una estampa de San Francisco de Asis, quien fue personificado por Bradford Dillman 10 años antes .